# Megarave Records
Megarave Records is een bekende Nederlandse platenmaatschappij in de wereld van de hardcore, opgericht in 1995. Veel bekende dj's staan er onder contract. Megarave is onderdeel van Rige Records.
Megarave organiseert ook veel feesten, zoals  Megarave en Hellraiser vs. Megarave.

## Artiesten
Tot de artiesten die bij Megarave Records muziek hebben uitgebracht, behoren:
- Bass D & King Matthew
- Distortion
- DJ Buzz Fuzz
- Dr. Z-Vago
- Kasparov
- Negative A
- Partyraiser
- Paul Elstak
- Rotterdam Terror Corps